# NGC 5568
NGC 5568 (другие обозначения — MCG 6-31-98, ZWG 191.77, PGC 51168) — спиральная галактика (Sc) в созвездии Волопас.
Этот объект входит в число перечисленных в оригинальной редакции «Нового общего каталога».